# Escuela de Pintores del Paular

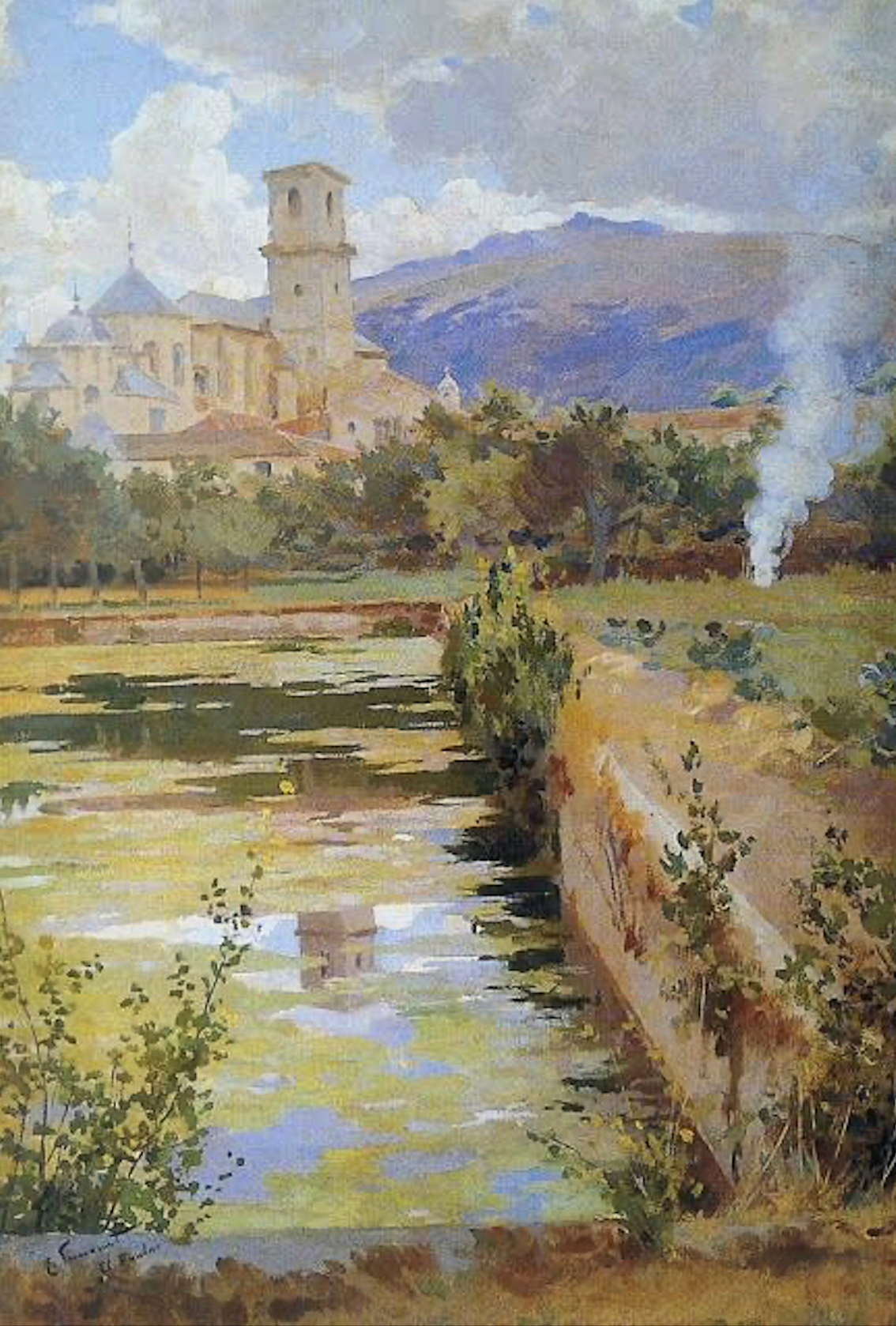
Estanque de El Paular (1921-1923), de Enrique Simonet.

La Escuela de Pintores del Paular o Escuela de Paisaje de El Paular, fue creada por el Real Decreto el 22 de febrero de 1918, dentro de la Cátedra de Paisaje que la Academia de Bellas Artes de San Fernando instauró en 1845 como parte de la enseñanza oficial de sus programas pedagógicos en arte. En ella se reunían los pintores becados durante los meses de verano en las antiguas celdas del Monasterio de El Paular de la sierra de Guadarrama.

## Historia
Dirigida por pintores como Enrique Simonet, las primeras celdas habilitadas en el conjunto monumental aún medio derruido cobijaron también a hombres como el historiador Ramón Menéndez Pidal o el poeta Enrique de Mesa, siguiendo las pautas de pedagogía de la naturaleza marcadas por la Institución Libre de Enseñanza, fundada por Francisco Giner de los Ríos y dirigida luego por Manuel Bartolomé Cossío. Entre los becados puede mencionarse a Juan Esplandiú, Timoteo Pérez Rubio, José Hernández Quero, Lucio Muñoz, Juan Genovés y Francisco Esteve Botey.

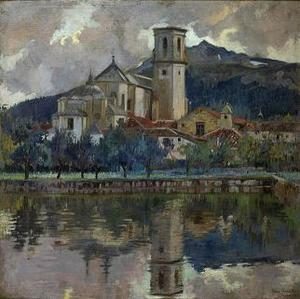
Pintura de María Luisa Pérez Herrero

En 1920, por segundo año consecutivo, la Escuela del Paular convocó sus becas de paisaje. Fueron seleccionados artistas como José Frau, Joaquín Valverde,  o el ya citado Pérez Rubio. De la larga lista de becados en ediciones posteriores podrían mencionarse Ricardo Segundo García, Fernando Briones Carmona, o las pintoras María Luisa Pérez Herrero, Purificación Searle y María Carrera Pascual. La residencia se clausuraba con una exposición en la Sociedad Amigos del Arte.
Tras haber sido declarada como centro de enseñanzas artísticas por la Segunda República Española, según decreto publicado precisamente el 18 de julio de 1936, el golpe militar acontecido en ese misma fecha imposibilitó su continuidad. Suspendidos aquellos encuentros veraniegos, no se recuperarían algunos aspectos de la escuela del Paular hasta 1953, cuando la organización de los cursos le fue encomendada por la Dirección General de Bellas Artes a un Patronato formado por miembros del Instituto de Estudios Históricos Diego de Colmenares, heredero de la Universidad Popular de Segovia, hasta 1980. Reconvertido dicho instituto en la antigua Real Academia de Historia y Arte de San Quirce, se organizaron de nuevo los cursos veraniegos en 1996 con el patrocinio de la Junta de Castilla y León, la Diputación Provincial de Segovia, el Ayuntamiento de Segovia y la Caja de Ahorros de Segovia.
En 2018, organizado por la Real Academia de Historia y Arte de San Quirce, se recuperó, compartida con Segovia, parte de la estancia de los pintores en el entorno del Real Monasterio de El Paular donde tuvo su origen la beca. Actividad que se institucionalizó en 2019.